# Przerwy Kirkwooda

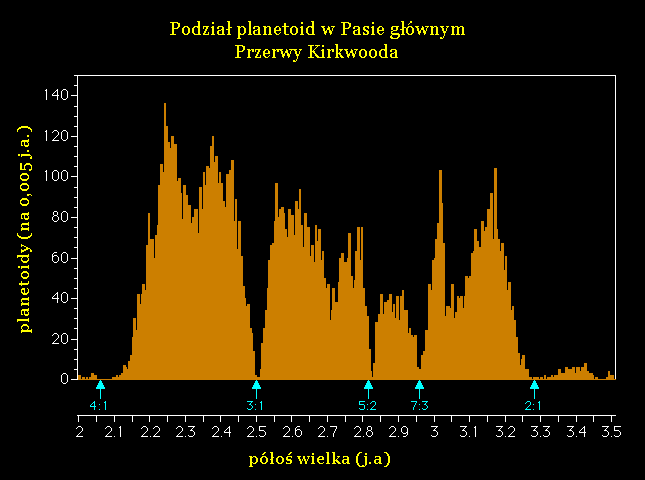
Przerwy Kirkwooda

Przerwy Kirkwooda – brak występowania planetoid na pewnych orbitach w pasie planetoid (o pewnych wielkościach półosi wielkiej lub odpowiadających im okresach orbitalnych). Odpowiadają one położeniu rezonansów orbitalnych z Jowiszem.
Główną przyczyną powstawania tych przerw jest przyciąganie Jowisza, które wyrzuca z orbit planetoidy będące w ruchu synchronicznym z tą planetą (czyli w rezonansie orbitalnym). Przerwy te jako pierwszy zaobserwował Daniel Kirkwood w roku 1866, który także poprawnie wyjaśnił ich związek z rezonansem orbitalnym planetoid i Jowisza.
Najbardziej wyraźne przerwy (zob. diagram):
- 2,06 j.a. (rezonans 4:1)
- 2,5 j.a. (rezonans 3:1), rodzina planetoidy Alinda
- 2,82 j.a. (rezonans 5:2)
- 2,95 j.a. (rezonans 7:3)
- 3,27 j.a. (rezonans 2:1), rodzina planetoidy Griqua

Słabsze lub mniej wyraźne przerwy:
- 1,9 j.a. (rezonans 9:2)
- 2,25 j.a. (rezonans 7:2)
- 2,33 j.a. (rezonans 10:3)
- 2,706 j.a. (rezonans 8:3)
- 3,03 j.a. (rezonans 9:4)
- 3,075 j.a. (rezonans 11:5)
- 3,47 j.a. (rezonans 11:6)
- 3,7 j.a. (rezonans 5:3)